# Dormentes
Dormentes é um município brasileiro do estado de Pernambuco.

## História
O território onde hoje se localiza o município de Dormentes pertencia à Fazenda São João, no século XVIII. No início do século XX, um dos proprietários de terras na região era Francisco Coelho de Macedo. O distrito foi criado pela lei municipal nº 11, de 6 de novembro de 1963, subordinado ao município de Petrolina. A emancipação ocorreu pela lei estadual nº 10.625, de 1 de outubro de 1991, desmembrado de Petrolina. A instalação do município deu-se em 1 de janeiro de 1993.
A área territorial sofreu acréscimo com a criação dos seguintes distritos:
- Distrito de Lagoas, criado pela lei municipal nº 46, 16 de maio de 1994.
- Distrito de Lagoa de Fora, criado pela lei municipal nº 48, de 17 de agosto de 1994.
- Distrito de Monte Orebe, criado pela lei municipal nº 52, de 17 de agosto de 1994.
- Distrito de Caatinga Grande, criado pela lei municipal nº 53, de 17 de agosto de 1994.

### Topônimo
O topônimo do município origina-se de uma lenda local, segundo a qual havia um cavalo que vivia em terras do atual distrito de Santa Cruz que vivia fugindo para a beira de uma lagoa, onde permanecia deitado. O cavalo passou a ser chamado de dormente. A lagoa passou a ser assim denominada de dormente. Este nome passou ao povoado.

## Geografia
Localiza-se a uma latitude 08º26'50" sul e a uma longitude 40º46'16" oeste, estando a uma altitude de 492 metros.

### Limites
| Noroeste: Estado do Piauí | Norte: Santa Filomena | Nordeste: Santa Cruz             |
| Oeste: Afrânio            |                       | Leste: Santa Cruz e Lagoa Grande |
| Sudoeste: Afrânio         | Sul: Petrolina        | Sudeste: Lagoa Grande            |

### Hidrografia
O município está situado nos domínios da Bacia Hidrográfica do Rio do Pontal. Seus principais tributários são os riachos: Água Preta, Caipora, São Domingos, Roça, Amarante, Poço Barreiro, Porto da Prensa, Mudubim, São Bento, Baixa das Aroeiras, Lagoas, Baixa do Cal, Dormente, Melancia e Baixa de São Bento. Os principais corpos de acumulação são: o açude Monte Orebe (2.334.760 metros cúbicos) e a Lagoa Grande. Todos os cursos d’ água no município têm regime de escoamento intermitente e o padrão de drenagem é o dendrítico.

### Clima
| Gráfico climático para Dormentes                               | Gráfico climático para Dormentes | Gráfico climático para Dormentes | Gráfico climático para Dormentes | Gráfico climático para Dormentes | Gráfico climático para Dormentes | Gráfico climático para Dormentes | Gráfico climático para Dormentes | Gráfico climático para Dormentes | Gráfico climático para Dormentes | Gráfico climático para Dormentes | Gráfico climático para Dormentes |
| -------------------------------------------------------------- | -------------------------------- | -------------------------------- | -------------------------------- | -------------------------------- | -------------------------------- | -------------------------------- | -------------------------------- | -------------------------------- | -------------------------------- | -------------------------------- | -------------------------------- |
| J                                                              | F                                | M                                | A                                | M                                | J                                | J                                | A                                | S                                | O                                | N                                | D                                |
| 47 31 22                                                       | 71 31 22                         | 126 31 21                        | 71 31 21                         | 58 30 20                         | 48 29 19                         | 47 30 19                         | 30 18                            | 23 32 19                         | 13 34 21                         | 47 35 22                         | 53 33 22                         |
| Temperaturas em °C • Precipitações em mmFonte: Jornal do Tempo |                                  |                                  |                                  |                                  |                                  |                                  |                                  |                                  |                                  |                                  |                                  |

O clima do município é o clima semiárido, do tipo BSh. Os verões são quentes e úmidos, é neste período em que praticamente quase toda chuva do ano cai. Os invernos são mornos e secos, com a diminuição de chuvas; as mínimas podem chegar a 14 °C. As primaveras são muito quentes e secas, com temperaturas muito altas, que em que algumas ocasiões podem chegar a mais de 40 °C.

### Relevo
O município de Lagoa Grande está situado na unidade geo-ambiental da Depressão Sertaneja, que predomina a imagem típica do sertão nordestino, superfície de pediplanação muito monótona, relevo predominantemente suave-ondulado, cortada por vales estreitos, com vertentes dissecadas. Elevações residuais, cristas e/ou outeiros pontuam a linha do horizonte.

### Solo
Em relação aos solos, nos Patamares Compridos e Baixas Vertentes do relevo suave ondulado ocorrem os Planossolos, mal drenados, fertilidade natural m édia problemas de sais; Topos e Altas Vertentes, os solos Brunos não Cálcicos, rasos e fertilidade natural alta; Topos e Altas Vertentes do relevo ondulado ocorrem os Podzólicos, drenados e fertilidade natural média e as Elevações Residuais com os solos Litólicos, rasos, pedregosos e fertilidade natural média.

### Geologia
O município de Dormentes é constituído por superfície de pediplanação bastante monótona, relevo predominantemente suave-ondulado, cortada por vales estreitos, com vertentes dissecadas. Elevações residuais, cristas e/ou outeiros pontuam a linha do horizonte.

## Demografia
Sua população, conforme estimativas do IBGE de 2018, era de 18 734 habitantes, distribuídos numa área de 1.539,052 km², tendo assim, uma densidade demográfica de 11,00 hab/km².

### Subdivisões

#### Distritos
- Sede
- Lagoas
- Monte Orebe
- Lagoa de Fora
- Caatinga Grande

#### Bairros
- Barra do Noronha
- Centro
- Dedé Damasceno
- Francisco Coelho de Macedo
- Leonísio Lima
- Loteamento Josias Elpídio Rodrigues
- Loteamento Alto Vistoso
- Loteamento Francisca Irene
- Bairro São Joaquim

## Economia
Segundo dados sobre o produto interno bruto dos municípios, divulgado pelo IBGE referente ao ano de 2011, a soma das riquezas produzidos no município é de 116.127 milhões de reais (96° maior do Estado). Sendo o setor de serviços é o mais mais representativo na economia dormentense, somando 85.834 milhões. Já os setores industrial e da agricultura representam 11.348 milhões e 7.542 milhões, respectivamente. O PIB per capita do município está entre os melhores da sua região, com 6.787,10 mil reais (49° maior do Estado).

## Estrutura

### Educação
Na cidade tem várias escolas municipais distribuídas na sede e no interior do município, sendo que na sede ainda temos uma escola privada.
A cidade tem duas escolas de Ensino Médio (públicas):
- Escola Nossa Senhora das Graças[11]
- Escola de Referência em Ensino Médio Senador Nilo Coelho[11]

### Saúde
O município tem sete estabelecimentos de saúde, sendo todos deles públicos estaduais e municipais.

### Transportes
O município é cortado pela PE-354 e PE-630. A população conta com o Aeroporto de Petrolina, que fica a pouco mais de 120 km de distância.

## Turismo
O município possui alguns destinos turísticos como o mirante de Monte do Cruzeiro.